# Stazione di San Pietro Avellana (FAS)
La stazione di San Pietro Avellana era una stazione ferroviaria posta sulla ferrovia Sangritana, a servizio del centro abitato di San Pietro Avellana.